# ±

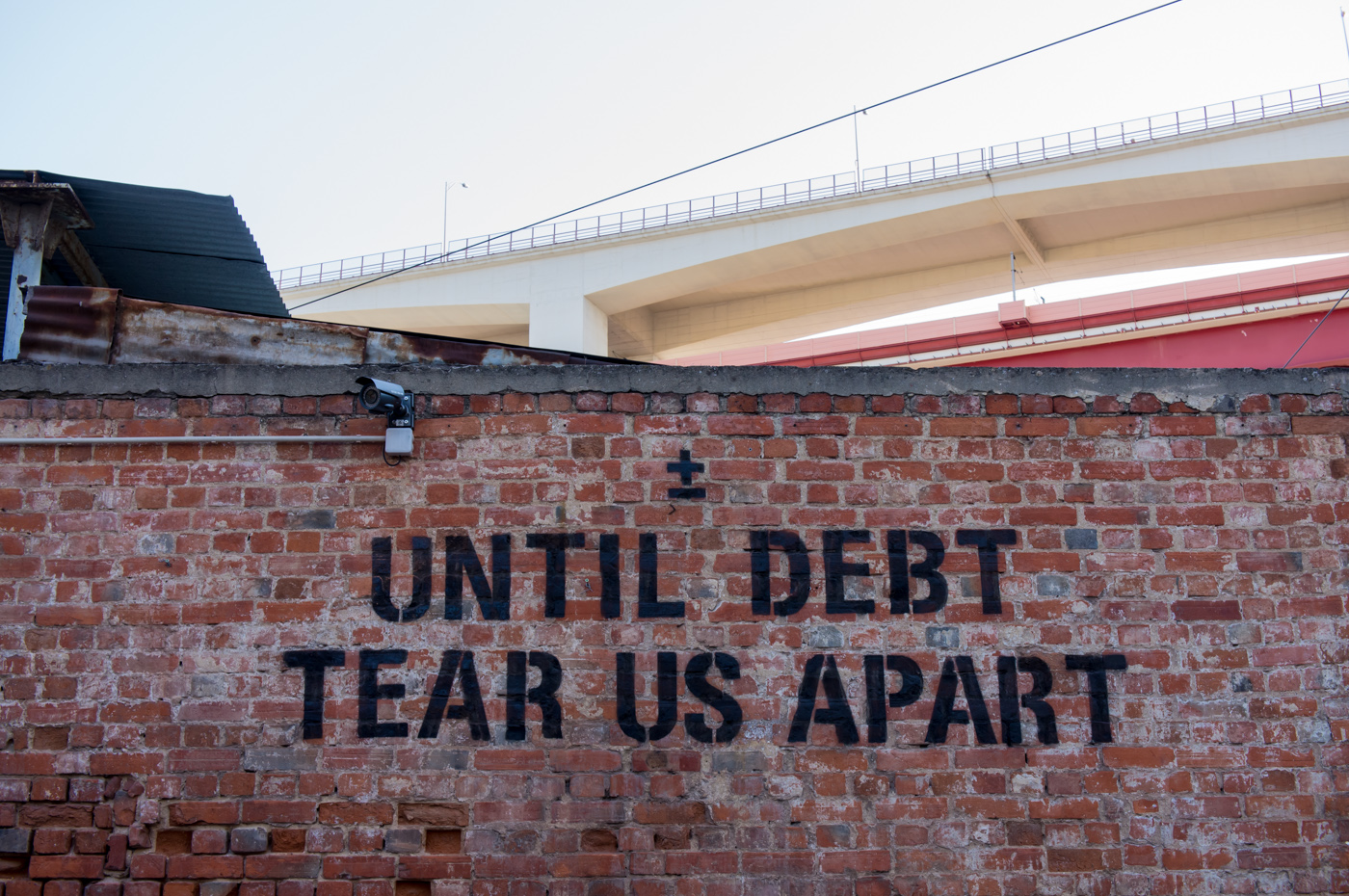
Imagen que muestra en una pared un "±".

El signo más menos (±) es un símbolo matemático que se emplea a menudo para indicar la precisión de una aproximación, o bien para denotar abreviadamente un valor que puede ser tanto positivo como negativo. En matemáticas, el signo ± indica que hay dos respuestas posibles: una positiva y otra negativa. En la mayoría de ciencias experimentales, indica todo un intervalo de valores que puede tomar una lectura.
Nótese que el signo ± no tiene el significado de «aproximadamente».

## Uso para indicar la precisión
El uso de ± en las aproximaciones se presenta generalmente al dar el valor numérico de una cantidad junto con su tolerancia o su margen de error estadístico.
Por ejemplo, «5,7 ± 0,2» denota una cantidad que se especifica o se estima que está a lo sumo a 0,2 unidades de 5,7, es decir, puede estar en cualquier punto del intervalo comprendido entre 5,5 (5,7-0,2) y 5,9 (5,7+0,2). De forma más precisa, en un ámbito científico, suele conllevar una cierta probabilidad de que el valor esté en el intervalo, generalmente dos desviaciones típicas, es decir, el 95,4 %.
A veces se emplean porcentajes para indicar el margen de error. En este sentido, 230 V ± 10% indica un voltaje que puede estar entre 207 V y 253 V, es decir, no difiere de 230 V en más del 10%, sea por arriba o por abajo.
Incluso se pueden indicar valores distintos para la cota superior y para la inferior. Por ejemplo, un valor que es probablemente 5,7 pero que puede estar comprendido entre 5,6 y 5,9 se puede denotar {\displaystyle 5.7_{-0.1}^{+0.2}}.

## Uso para abreviar dos valores de signos opuestos
En matemáticas, el signo ± se emplea para abreviar la expresión de dos ecuaciones o fórmulas que solo difieren en el signo de algún elemento, así, la «ecuación +» y la «ecuación −» se representan a la vez con la «ecuación ±».
El ejemplo más conocido es el de la fórmula que indica las soluciones de las ecuaciones cuadráticas:
Si {\displaystyle \displaystyle ax^{2}+bx+c=0,} entonces
{\displaystyle \displaystyle x={\frac {-b\pm {\sqrt {b^{2}-4ac}}}{2a}}.}
Esto significa que la ecuación admite dos soluciones, concretamente
{\displaystyle \displaystyle x_{+}={\frac {-b+{\sqrt {b^{2}-4ac}}}{2a}}}
y
{\displaystyle \displaystyle x_{-}={\frac {-b-{\sqrt {b^{2}-4ac}}}{2a}}.}
Otro ejemplo es el dado por la identidad trigonométrica
{\displaystyle \sin(x\pm y)=\sin(x)\cos(y)\pm \cos(x)\sin(y).\,}
Esta expresión indica dos identidades a la vez. En una, se sustituye ± por + en ambos lados de la expresión, y en la otra se sustituye por -.
En esta presentación de la serie de Taylor aplicada a la función seno se puede observar un uso distinto del signo ±:
{\displaystyle \sin \left(x\right)=x-{\frac {x^{3}}{3!}}+{\frac {x^{5}}{5!}}-{\frac {x^{7}}{7!}}+\cdots \pm {\frac {1}{(2n+1)!}}x^{2n+1}+\cdots .}
Este uso es en realidad un leve abuso de notación que indica que el signo de los sucesivos términos va alternándose de forma que los términos con un índice par n se suman mientras que los que tienen un índice impar se restan. Se puede expresar la misma fórmula de forma que se evita esta pequeña ambigüedad, en este caso, se puede usar la expresión {\displaystyle (-1)^{n}}, que es igual a 1 cuando n es par y a -1 cuando n es impar.

## Signo menos/más
Existe otro signo relacionado, el signo menos/más (∓), aunque es menos frecuente. Sólo tiene un significado particular cuando se emplea junto con el signo ±. Se puede emplear junto con ± en expresiones tales como «x ± y ∓ z», que se puede interpretar como «x + y − z» o bien «x − y + z», pero de ninguna manera como «x + y + z» ni como «x − y − z». La parte «−» en la parte superior de «∓» se considera que está relacionado con el «+» de «±» (y los signos inferiores se relacionan de la misma manera) a pesar de que no existe una indicación visual de tal dependencia. La expresión anterior, por supuesto, se puede reescribir como «x ± (y − z)» para evitar ambigüedades, pero en casos como la relación trigonométrica.
{\displaystyle \cos(x\pm y)=\cos(x)\cos(y)\mp \sin(x)\sin(y)}
es más cómodo usar el signo «∓».

## Codificación
- En ISO 8859-1, -7, -8, -9, -13, -15 y -16, el signo más/menos viene dado por el código 0xB1hex. Como los primeros 256 códigos de Unicode son idénticos a los de ISO-8859-1, este símbolo se codifica en Unicode como U+00B1.
- En código HTML, se codifica como &plusmn;.
- En los sistemas operativos Windows, se puede introducir mediante códigos Alt. Hay que mantener pulsada la tecla ALT mientras se teclea 0177 en el teclado numérico.
- El signo (∓), al ser más raro, no se suele encontrar en codificaciones antiguas y no tiene una entidad HTML asociada, pero está disponible en Unicode como U+2213 y por tanto se puede emplear en HTML como &#x2213;
- En TeX los signos más/menos y menos/más se codifican como \pm and \mp, respectivamente.
- A veces se expresan estos caracteres (aunque de forma muy poco semántica) como un signo + subrayado o sobrerrayado:  ±, +.

- Datos: Q260387
- Multimedia: Plus-minus sign / Q260387